# Cathlamet
Cathlamet é uma cidade  localizada no estado norte-americano de Washington, no Condado de Wahkiakum.

## Demografia
Segundo o censo norte-americano de 2000, a sua população era de 565 habitantes.
Em 2006, foi estimada uma população de 582, um aumento de 17 (3.0%).

## Geografia
De acordo com o United States Census Bureau tem uma área de
1,0 km², dos quais 1,0 km² cobertos por terra e 0,0 km² cobertos por água. Cathlamet localiza-se a aproximadamente 24 m acima do nível do mar.

## Localidades na vizinhança
O diagrama seguinte representa as localidades num raio de 36 km ao redor de Cathlamet.